# Боконізм

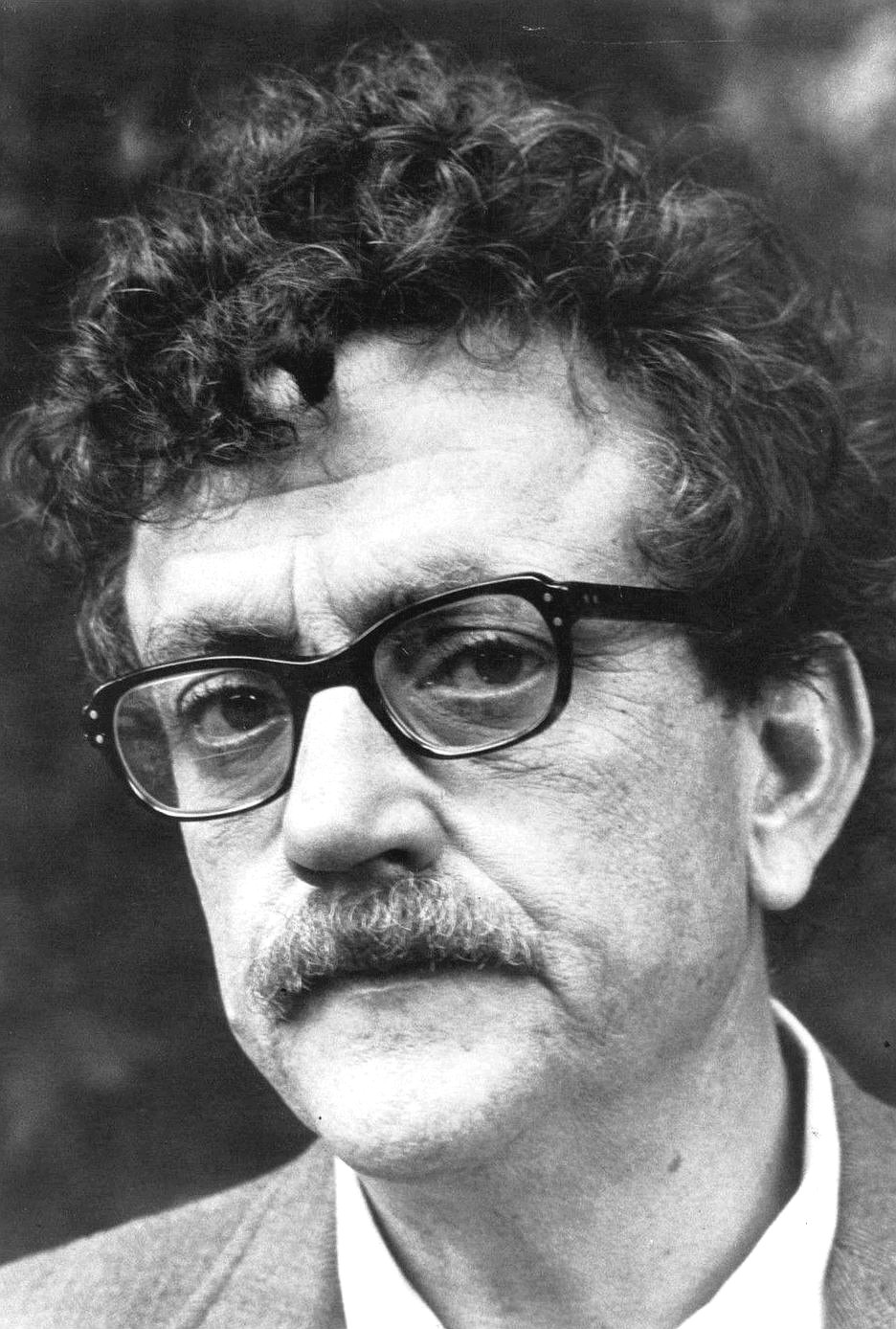
Курт Воннегут. Автор роману «Колиска для кішки».

Боконізм (англ. Bokononism) — вигадана релігія, вперше описана у 1963 році Куртом Воннеґутом у його романі «Колиска для кішки» (англ. Cat's Cradle).
Усі принципи, основи та настанови боконізму вигадані Куртом Воннеґутом. За Бокононом, «пророком» боконізму, все на світі, власне, й сам боконізм — брехня, а тому не варто намагатися щось зрозуміти, потрібно просто вірити. Для боконіста правда — це брехня, а брехня — це правда. Тому, що спасіння лише у вірі. Боконністи вірять у те, що людство розбите на групи — караси, які несвідомо виконують божу волю.
Достовірної інформації про кількість прихильників боконізму немає, але відомо що сам Воннеґут був прихильником ним же вигаданої релігії боконізму.

## Боконон
Всі істини, які я вам хочу викласти — підла брехня.

Святий Боконон — вигадана особа, персонаж книги Курта Воннегута «Колиска для кішки». Лайонел Бойд Джонсон (справжнє ім'я) — засновник боконізму, пророк. Темношкірий, віросповідання єпископальне. Джонсон народився у 1891 році на острові Тобаго. Через життєві обставини опинився на острові Сан-Лоренцо де розпочав своє правління. Саме тут Джонсон став Бокононом, заснувавши своє вчення і поширивши його між місцевими жителями. Прізвище «Боконон» — це ім'я «Джонсон, видозмінене під впливом англійського діалектизму острова Сан-Лоренце».

## Колиска для кішки
Немає в цій книзі правди, але «ця правда» — ф́ома, і від неї ти станеш добрим і хоробрим, здоровим та щасливим.

Один із найпопулярніших романів Курта Воннегута, написаний у 1963 році. У 1964 році книга номінувалась на премію Г'юго (Hugo Award for Best Novel — англ.). В романі піднімаються проблеми науки, техніки та релігії. «Колиска для кішки» вважається неофіційною «Біблією» боконізму серед прихильників. Книга стала основним джерелом інформації про вчення Боконона та боконізм. Основні положення релігії Боконона виражені в притчах та каліпсо.

### Сан-Лоренцо
На острівному діалекті англійської мови ім'я Джонсон — вимовляли як Боконон.
Джонсон і Маккейб зуміли допливти до берега і залишилися на острові Сан-Лоренцо, оголосивши, що вони беруть владу в свої руки. Основною метою цього правління було створити утопічну державу. Але новим правителям так і не вдалося витягнути острів з бруду та бідності.
З часом їх обов'язки розділилися: Маккейб став тираном і гнобителем, а Боконон, створивши образ борця за щастя людей, зник в джунглях. Тоді ж він засновує боконізм — релігію, що мала на меті давати людям обнадійливу брехню, але сам її і забороняє, щоб підвищити інтерес до неї. Основні положення свого вчення Боконон виклав в притчах та Каліпсо.
На Боконона періодично влаштовувались облави, але спіймати його так і не вдалося. Подібні погоні та переслідування розважали та тішили обидві сторони. Згодом виявилося, що всі мешканці острова боконісти, в тому числі і диктатор «Папа» Монзано.
Боконон відкривається героям на останніх сторінках: він сидить, вкутаний покривалом, на камені, босий, тримаючи в руках олівець та листок. Текстом, написаним на цьому шматку паперу, Курт Воннегут завершує свій роман.

Якби я був молодшим, я написав б історію людської дурості. Я забрався б на гору Маккейб і ліг на спину, підклавши під голову цей рукопис. І я взяв би з землі синьо-білу отруту, що перетворює людей в статуї. І я став би статуєю і лежав би на спині, моторошно вишкіряючи зуби і показуючи довгий ніс самі знаєте кому!

## Міфологія
Центральні божества — бог Сонця Борасізі та його «дружина» — богиня Місяця Пабу. Це дає підстави стверджувати, що боконізм релігія дуотеїстична.
Створення світу:

Борасізі-Сонце обнімав Пабу-Місяць в надії, що Пабу народить йому вогняне немовля. Але бідня богиня народжувала лише холодних немовлят, що не давали тепла, і Борасізі з огидою їх викидав. І з них вийшли планети, що закружляли навколо свого грізного батька на великій відстані. Незабаром бідну Пабу теж вигнали, і вона пішла жити до своєї найулюбленішої доньки — Землі.

## Термінологія
Вчення застосовує власну внутрішню термінологію:
- Карас — група людей, що неусвідомлено виконують божу волю. Для карасу не існує соціальних, сімейних чи класових перешкод. Спроби пізнати межі свого карасу вважаються неможливими.

Якщо ви помітите, що ваше життя тісно переплелося з життям чужої людини, без особливих на те причин, — ця людина, скоріше за все, член вашого карасу.

- Боко-мару — боконістський ритуал, обмін знаннями. Дійство, під час якого боконісти доторкаються один до одного п'ятками, щоб відчути взаємну любов.
- Борасізі — сонце. Бог сонця у Боконівській космогонії.
- Вампітер — основа будь-якого карасу. Ним може бути будь-що: камінь, дерево, книга, Святий Грааль, ідея, музика. Члени одного карасу обертаються навколо їхнього спільного вампітера. У кожного карасу є два вампітери: один набуває більшого значення, інший поступово його втрачає.
- Він-діт — поштовх, який відчуває людина у напрямку боконізму, до розуміння того, що бог все про людину знає і має досить складні плани стосовно цієї людини.
- Гранфалон — несправжній карас, об'єднання певної групи людей, безглузде по суті з точки зору божого промислу.Наприклад, політична партія, економічна компанія, Орден Холостяків і т. д.
- Динамічна напруга — протистояння добра і зла: підтримка постійної високої напруги між цими явищами.
- Дурра — дитина, що заблудилась у темряві.
- Дюпрас — карас, що складається з двох людей, в основному чоловіка та жінки. Справжній дюпрас вважається непорушнім.
- За-ма-кі-бо — доля, невблаганний рок.
- Каліпсо- істини, проголошені самим Бокононом, що мають форму віршів.
- Канкан — предмет, явище, що веде людину до її карасу.
- Пабу — місяць. Богиня місяця у Боконівській космогонії.
- Пууль-па — гнів божий.
- Пуфф — доля тисяч людей довірена Дуррі.
- Ранг-ранг — людина, що відмовляє інших людей від певного стилю мислення тим, що прикладом свого ранг-рангового життя доводить цей стиль мислення до абсурду.
- Сін-ват — людина, що хоче забрати собі чиюсь любов повністю.
- Сінувусики — в'юнки життя, що переплітаються з життями інших людей (членами одного карасу)
- Справи, справи, справи — фраза, яку вживають боконісти під час роздумів про складність і незрозуміло хитру механіку людського життя.
- Ф́ома — солодка брехня, вигадка.